# Мазаган (Амапа)

Мазаган на карте штата.

Мазаган (порт. Mazagão)  —  муниципалитет в Бразилии, входит в штат Амапа. Составная часть мезорегиона Юг штата Амапа. Входит в экономико-статистический микрорегион Мазаган. Население составляет 17 032 человека на 2010 год. Занимает площадь 13 294,776 км². Плотность населения — 1,28 чел./км².

## Границы
Муниципалитет Мазаган граничит
- на севере —  муниципалитет Педра-Бранка-ду-Амапари
- на северо-востоке —  муниципалитеты Порту-Гранди, Сантана
- на юго-востоке —  штат Пара
- на юге —  муниципалитет Витория-ду-Жари
- на западе —  муниципалитет Ларанжал-ду-Жари

## Демография
Согласно сведениям, собранным в ходе переписи 2010 г. Национальным институтом географии и статистики (IBGE), население муниципалитета Мазаган составляет
| Полное население                               | Полное население                               | Полное население                               | Полное население                               | 23 032 |
| ---------------------------------------------- | ---------------------------------------------- | ---------------------------------------------- | ---------------------------------------------- | ------ |
| в том числе                                    | Городское население                            | 14283                                          | Процент городского населения, %                | 48,57  |
|                                                | Сельское население                             | 8760                                           | Процент сельского населения, %                 | 51,43  |
|                                                | Мужское население                              | 10974                                          | Процент мужского населения, %                  | 47,31  |
|                                                | Женское население                              | 12058                                          | Процент женского населения, %                  | 52,96  |
| Плотность населения, чел/км²                   | Плотность населения, чел/км²                   | Плотность населения, чел/км²                   | Плотность населения, чел/км²                   | 1,28   |
| Население муниципалитета в % к населению штата | Население муниципалитета в % к населению штата | Население муниципалитета в % к населению штата | Население муниципалитета в % к населению штата | 2,54   |

По данным оценки 2015 года, население муниципалитета составляет 19 571 житель.

## Административное деление
Муниципалитет состоит из 3 дистриктов:
| № | Наименование дистрикта | Наименование дистрикта (порт.) | Территория, км² | Население, чел.(2010) | Население, чел.(2010) | Население, чел.(2010) | Плотность, чел./км² | Код дистрикта |
| № | Наименование дистрикта | Наименование дистрикта (порт.) | Территория, км² | всего                 | городское             | сельское              | Плотность, чел./км² | Код дистрикта |
| 1 | Мазаган                | Mazagão                        | 3031            | 8337                  | 6866                  | 1471                  | 2,75                | 160040205     |
| 2 | Карван                 | Carvão                         | 125             | 1097                  | 583                   | 514                   | 8,80                | 160040208     |
| 3 | Мазаган-Велью          | Mazagão Velho                  | 10 139          | 7598                  | 823                   | 6775                  | 0,75                | 160040215     |

## Важнейшие населенные пункты
| № | Населённый пункт | Населённый пункт (порт.) | Категория | Население чел. (2010) (место среди н.п. штата) | На карте                       |
| - | ---------------- | ------------------------ | --------- | ---------------------------------------------- | ------------------------------ |
| 1 | Мазаган          | Mazagão                  | город     | 6866 (8)                                       | 0°06′57″ ю. ш. 51°17′17″ з. д. |
| 2 | Марака           | Maracá                   | поселок   | 945 (22)                                       | 0°10′51″ ю. ш. 51°44′07″ з. д. |
| 3 | Мазаган-Велью    | Mazagão Velho            | поселок   | 823 (24)                                       | 0°13′16″ ю. ш. 51°25′54″ з. д. |
| 4 | Карван           | Carvão                   | поселок   | 583 (35)                                       | 0°11′05″ ю. ш. 51°21′14″ з. д. |

## Статистика
- Валовой внутренний продукт на 2004 год составляет 60 408 000,00 реалов (данные: Бразильский институт географии и статистики).
- Валовой внутренний продукт на душу населения на 2004 год составляет 4598,00 реалов (данные: Бразильский институт географии и статистики).

## География
Климат местности: экваториальный.